# Jonielle Smith
Jonielle Antonique Smith (Kingston, 30 de janeiro de 1996) é uma velocista jamaicana, especialista nos 100 m rasos. Foi campeã mundial do revezamento 4x100 m no Campeonato Mundial de Atletismo de 2019, em  Doha, Qatar, junto com  Shelly-Ann Fraser-Pryce, Natalliah Whyte e Shericka Jackson.